# Bogdan I de Moldavia
Bogdan de Cuhea (o Bogdan-Vodă; Bogdan I de Moldavia) es la segunda figura de fundador del Principado de Moldavia, siendo su dueño entre 1359 y 1365. Él fue un noble valaco (es decir de etnia rumana) y voivoda de Maramureş, dentro del Reino de Hungría.
Hacia 1349, Bogdan y un grupo de seguidores se rebelaron contra de la autoridad húngara, y cruzaron los Cárpatos hacia el este, en la tierra que había sido creada por el Reino de Hungría como una barrera en contra de las incursiones mongolas, en tiempos de Dragoş y la fundación de Moldavia. Bogdan cruzó las montañas junto con sus hombres y depuso al voivoda de Moldavia Bâlc, nieto de Dragoş.
Las crónicas otomanas empezaron a referirse a Moldavia como estado con el nombre de "Bogdan" o "Bogdania". Durante su reinado, se acuñaron las primeras monedas moldavas, con la inscripción : Moneda Moldaviae-Bogdan Waiwo(da).
Al contrario que sus predecesores, quienes habían quedado cerca de la Corona Húngara, Bogdan fortaleció la posición de Moldavia y aseguró su independencia a una década después de subir al trono. Aguantó con éxito las ambiciones húngaras y polacas, y también a la Horda de Oro. 
Su primer capital ha sido en Baia, y después en Siret, pero en poco tiempo ha quedado en Suceava. Ordenó la construcción del Monasterio Bogdana, en Rădăuţi, Suceava, el más viejo monasterio de Moldavia que resistió a través de los siglos.